# Palau de Saint James
El Palau de Saint James és la residència reial més antiga de la ciutat de Londres. Saint James és al Mall londinenc, just al nord de Saint James Park i al costat de Clarence House.
El rei Enric VIII d'Anglaterra ordenà la construcció d'una residència palatina al lloc on abans s'havia ubicat un hospital de leprosos que havia estat clausurat l'any 1532. El Palau fou construït seguint l'estil Tudor imperant a l'època i utilitzant el maó de color torrat que li és tant característic i que també s'emprà en la construcció de la residència reial del Palau de Hampton Court.
Saint-James esdevingué la residència principals dels reis anglesos des de l'any 1698 quan el tradicional Palau de Whitehall de Londres fou destruït totalment per un incendi de grans dimensions. El Palau esdevingué el centre administratiu de la Cort i de la Monarquia anglesa a partir d'aquest mateix moment.
Els tres primers reis de la casa de Hannover, Jordi I del Regne Unit, Jordi II del Regne Unit i Jordi III del Regne Unit convertiren el Palau en el centre de la vida cortesa d'Anglaterra. fins que l'any 1809 el Palau patí un gravíssim incendi que afectà de forma principal els apartament de la família reial.
Aquest fet precipità la construcció d'una nova residència reial que amb els anys esdevingué el Palau de Buckingham. L'any 1762, el rei Jordi III del Regne Unit havia adquirit Buckingham House com a regal de noces a la seva muller, la duquessa Carlota de Mecklenburg-Strelitz. Saint-James mantingué el seu poder polític durant la primera meitat del segle xix durant els regnats de Jordi IV del Regne Unit i de Guillem IV del Regne Unit.
Quan l'any 1837 la reina Victòria I del Regne Unit decidí traslladar la seu central de la monarquia britànica al Palau de Buckingham la influència d'aquest quedà molt reduïda i s'emprà com un espai de treball complementari al Palau de Buckingham.
El palau és encara avui la residència oficial de la princesa Anna del Regne Unit i de la princesa Alexandra del Regne Unit, lady Ogilvy. En el complex del Palau també hi ha: York House, antiga residència del Príncep de recepcions.